# Sloup Nejsvětější Trojice (Nová Bystřice)
Sloup se sousoším Nejsvětější Trojice a sochami andělů (tzv. „morový sloup“) z roku 1724 se nachází na Mírovém náměstí v Nové Bystřici. Sousoší patří mezi významné příklady barokních trojičních sloupů v Čechách.

## Historie
Podle starších údajů byl sloup postaven roku 1679 jako poděkování, že skočila epidemie moru. V tomto případě by to byl nejstarší trojiční sloup v Čechách. Jako možný autor je udáván sochař Zikmund Lichtenberg, který v letech 1678 až 1680 působil v Klášteře u Nové Bystřice. Sloup měl být poničen při požáru města roku 1691 a obnoven roku 1724.
Novější literatura předpokládá, že sloup byl zbudován až roku 1724. Pozdějšímu datu odpovídá umělecké provedení a také znak hraběte z Fünfkirchenu, který vlastnil Novou Bystřici až od roku 1693, na podstavci sloupu.
Sloup byl restaurován nákladem 100 zlatých roku 1837. Od roku 1958 je památkově chráněn. Další opravu provedli ing. Jiří Genzer a akademičtí sochaři Josef Novotný a Petr Novotný roku 1994. Originál sousoší Trojice je v současnosti umístěn ve farním kostele sv. Petra a Pavla.

## Popis
Sloup se sousoším Nejsvětější Trojice je umístěn ve východní části Mírového náměstí v Nové Bystřici. Sousoší spočívá na žulovém podstavci. Na čtyřech nárožních pilířích jsou umístěny sochy čtyř andělů. Ve středu podstavce je umístěn vlastní válcový sloup zakončený korintskou hlavicí. Na něm spočívá skupina Nejsvětější trojice, tzv. „Trůn milosti“. Na oblacích sedí postava Boha Otce oděného v papežské roucho, s tiárou na hlavě a drží před sebou kříž s Ježíšem Kristem. U nohou Ukřižovaného je holubice zpodobňující Ducha Svatého. Zajímavostí je reliéf Panny Marie Immaculaty vytesaný na zadní straně postavy Boha Otce. Jedná se tedy částečně také o mariánský sloup.
Pozn.: v Nové Bystřici se nacházejí ještě dva menší trojiční sloupy, jeden v parčíku na Husově náměstí a druhý u děkanského kostela.

## Galerie

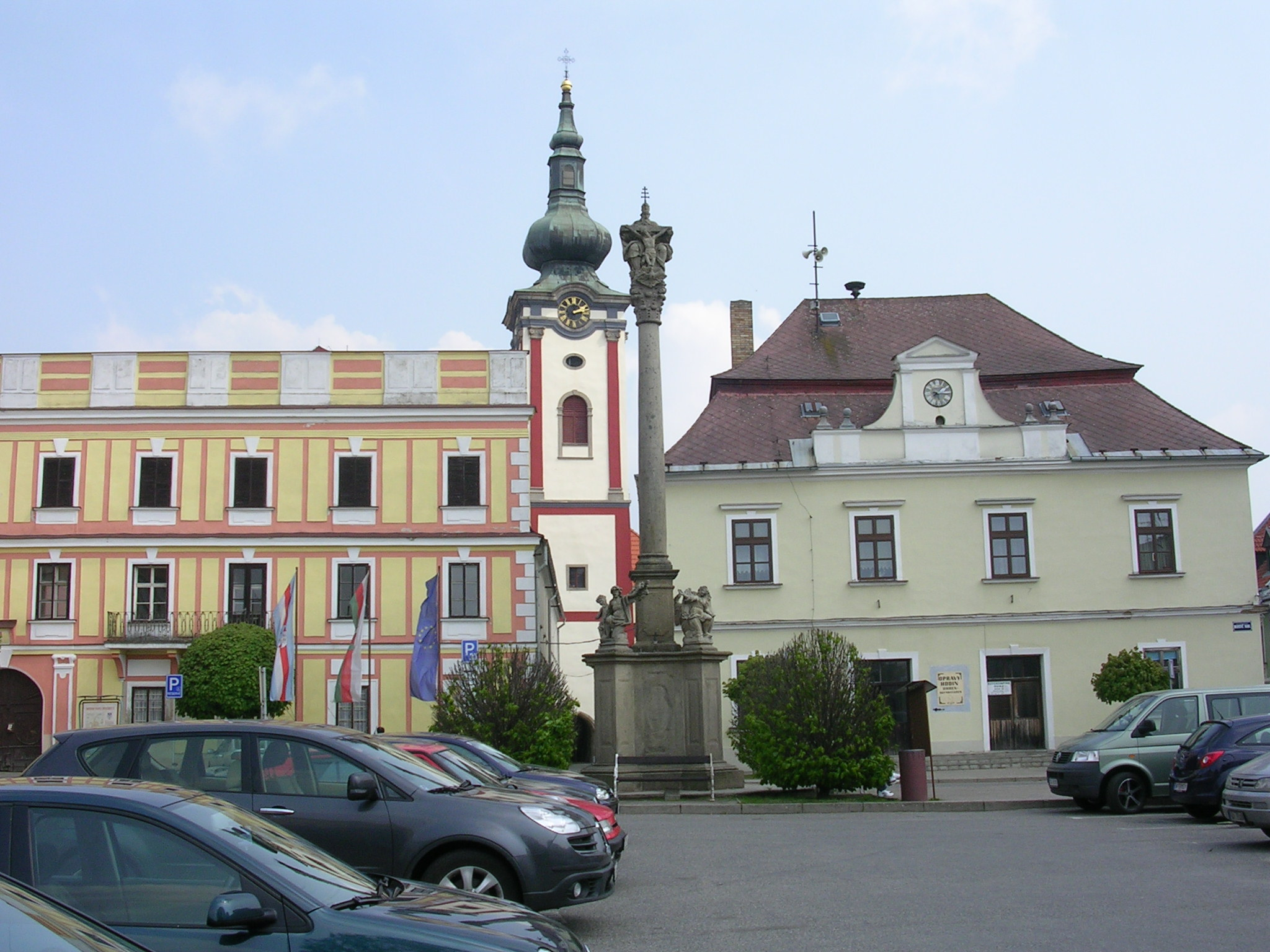
Sloup na Mírovém náměstí v Nové Bystřici
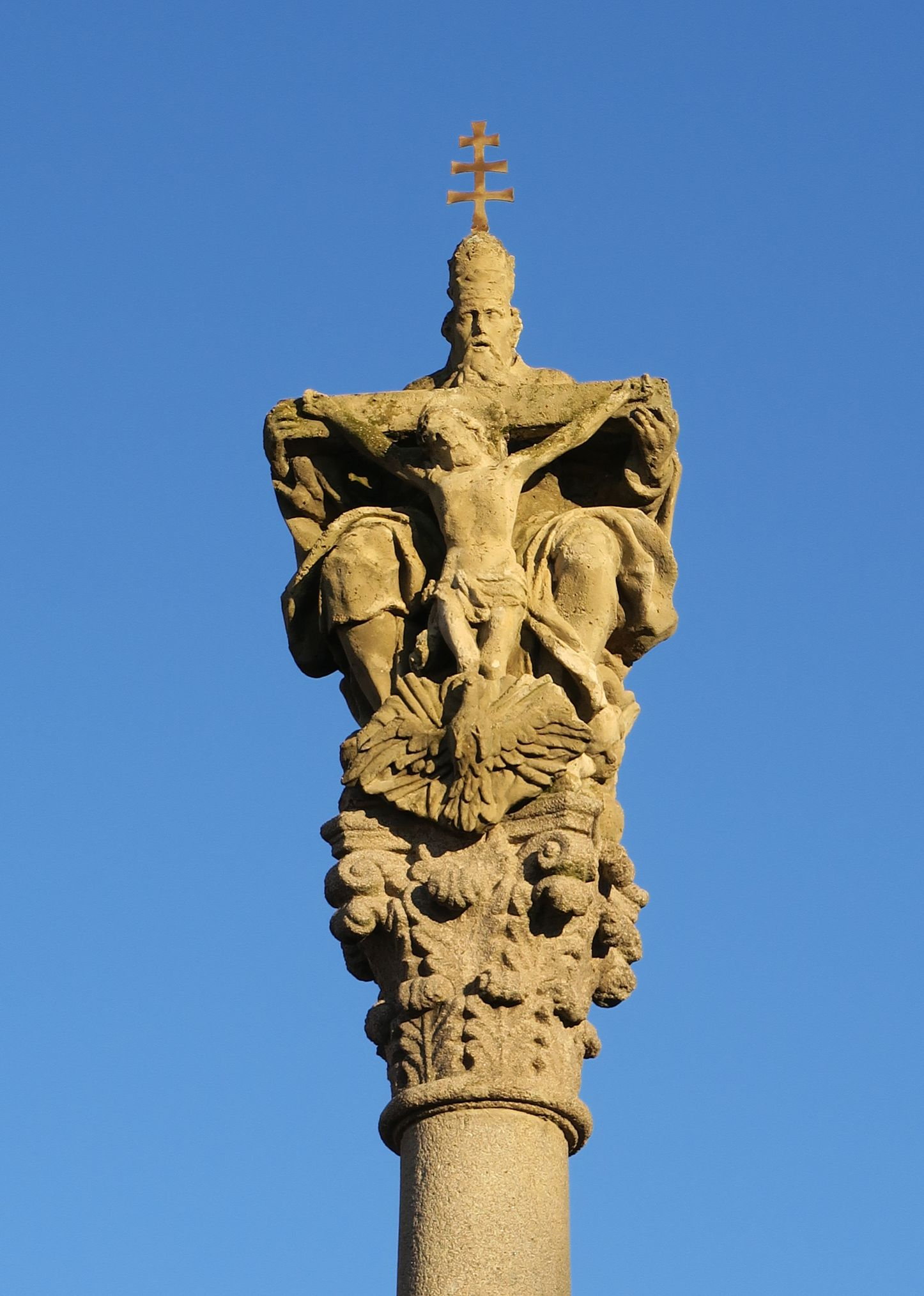
Vrcholová část sloupu se Sousoším Nejsvětější Trojice
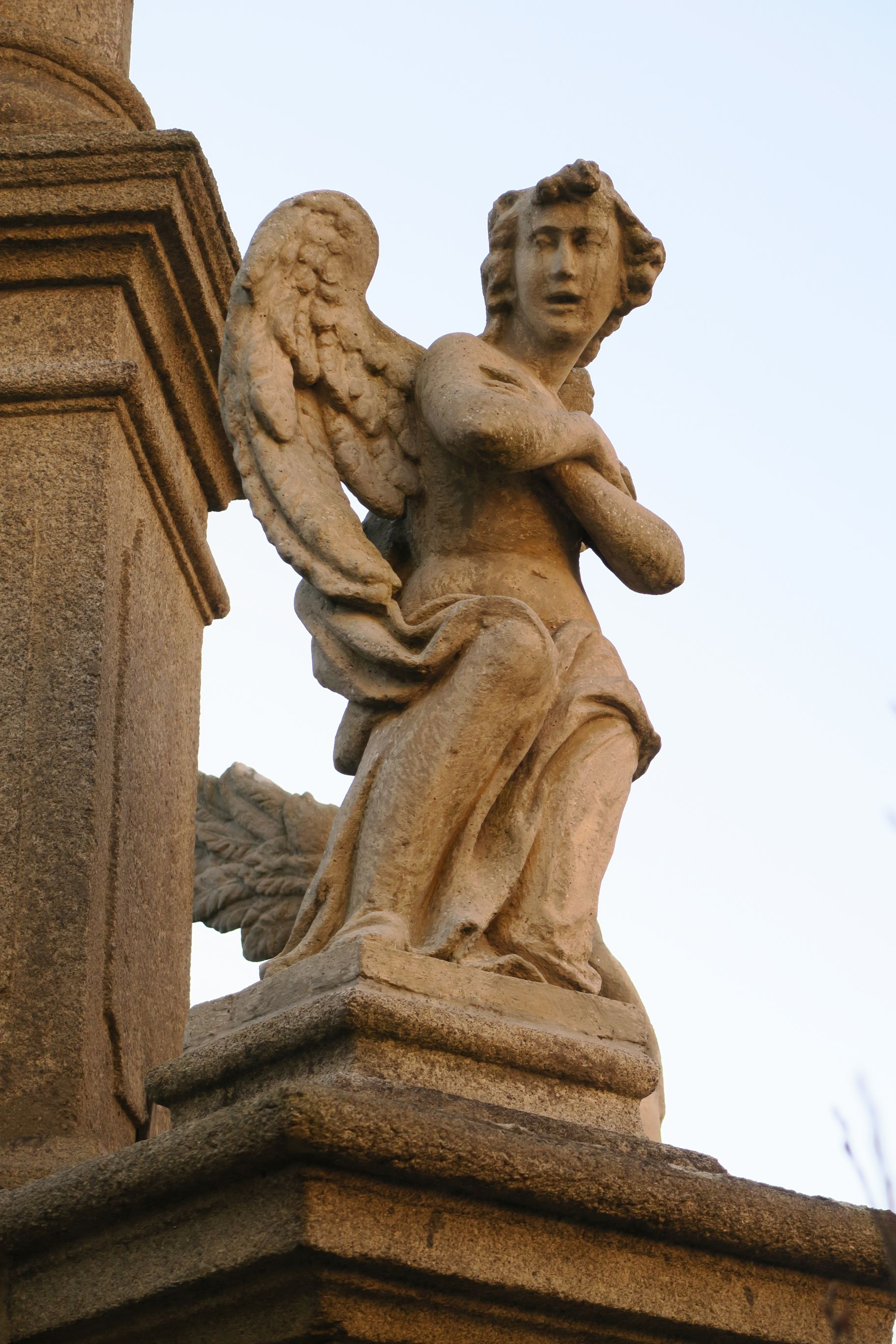
Detail sochy anděla
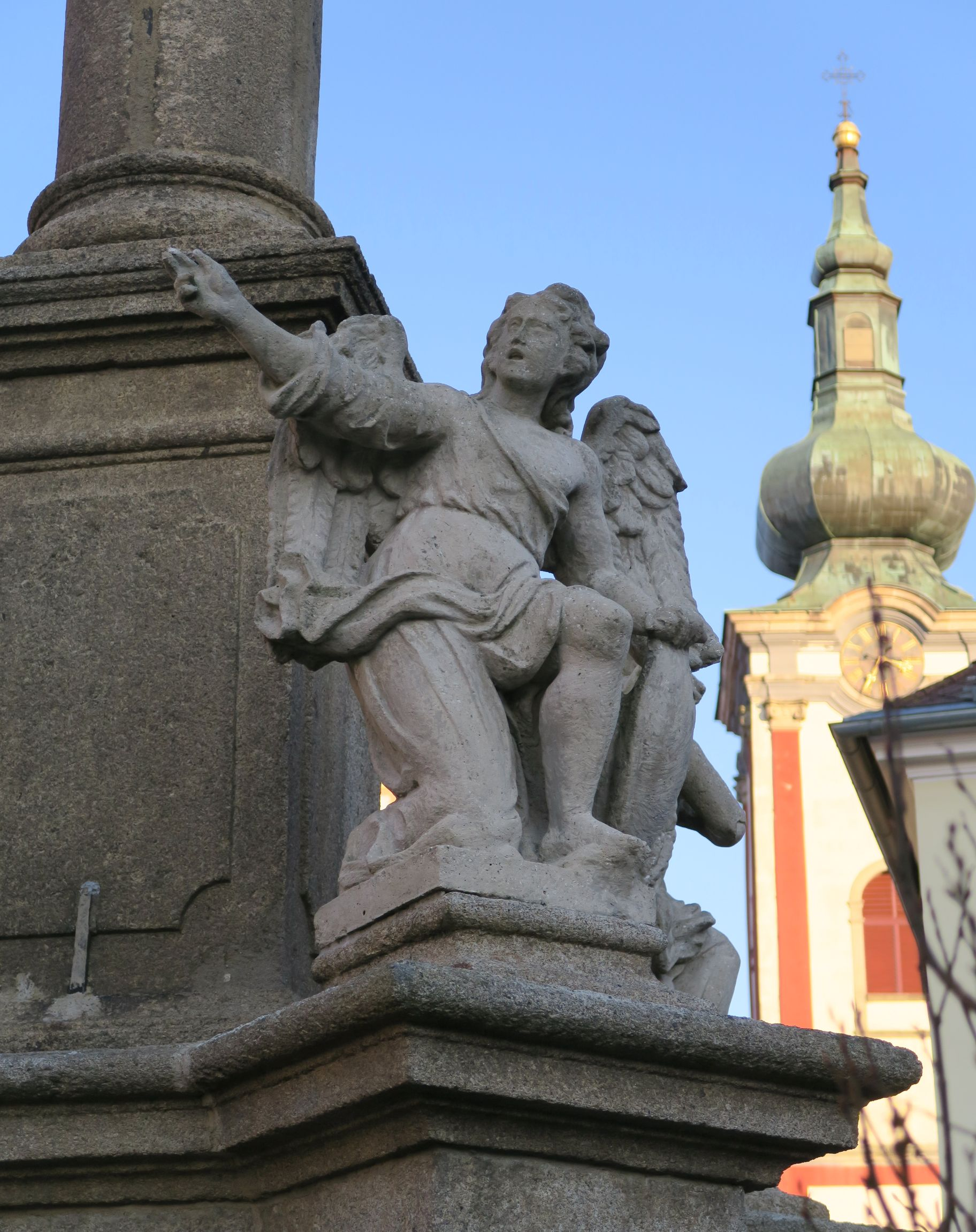
Detail sochy anděla